# Pimelea micrantha
Pimelea micrantha är en tibastväxtart som beskrevs av Ferdinand von Mueller och Carl Daniel Friedrich Meisner. Pimelea micrantha ingår i släktet Pimelea och familjen tibastväxter. Inga underarter finns listade i Catalogue of Life.